# Agustín Paz
Agustín Nicolás Paz (14 de enero de 1999 en Lomas de Zamora) es un futbolista argentino que juega actualmente en Club Atlético Nueva Chicago como delantero y mediocampista en la Primera B Nacional de Argentina.

## Trayectoria
Paz nació en Lomas de Zamora el 14 de enero del 1999 en Argentina, con inferiores echas Banfield, llegó a las reservas del Club Atlético Temperley.

### Club Atlético Temperley
Agustín Nicolás Paz debutó profesionalmente en el año 2022 con el Club Temperley en la Primera B Nacional de Argentina.

### Club Atlético Nueva Chicago
Tras su temporada en Temperley, Paz fue transferido al Nueva Chicago en el año 2024. En este club, actualmente juega como delantero, después de que el club adquiriera el 50% de su pase.

## Estadísticas

### Clubes
- Actualizado hasta el 9 de marzo de 2024.

| Club                    | Div.                | Temporada           | Liga  | Liga  | Copas Nacionales(1) | Copas Nacionales(1) | Copas Internacionales(2) | Copas Internacionales(2) | Total | Total |
| Club                    | Div.                | Temporada           | Part. | Goles | Part.               | Goles               | Part.                    | Goles                    | Part. | Goles |
| ----------------------- | ------------------- | ------------------- | ----- | ----- | ------------------- | ------------------- | ------------------------ | ------------------------ | ----- | ----- |
| Temperley Argentina     | 2.ª                 | 2022                | 14    | 1     | 0                   | 0                   | 0                        | 0                        | 14    | 0     |
| Temperley Argentina     | Total club          | Total club          | 31    | 1     | 0                   | 0                   | -                        | -                        | 31    | 1     |
| Nueva Chicago Argentina | 2.ª                 | 2024                | 6     | 1     | -                   | 0                   | 0                        | 0                        | 6     | 1     |
| Nueva Chicago Argentina | Total club          | Total club          | 6     | 1     | 0                   | 0                   | 0                        | 0                        | 6     | 1     |
| Total en su carrera     | Total en su carrera | Total en su carrera | 37    | 2     | 0                   | 0                   | 0                        | 0                        | 37    | 2     |